# Марињано (Мачерата)
Марињано (итал. Marignano) насеље је у Италији у округу Мачерата, региону Марке.
Према процени из 2011. у насељу је живело 55 становника. Насеље се налази на надморској висини од 11 м.